# Broken & Beautiful (Kate Alexa)
Broken & Beautiful è l'album di debutto di Kate Alexa pubblicato nel 2006.

## Tracce
1. Somebody out there (Alexa, Marr, Page)
2. All I hear (Alexa, Vertelney, Robbins, JayBee)
3. I let go (Alexa, Marr, Page)
4. We all fall down (Alexa, Vertelney, Robbins, JayBee)
5. Naked heart (Alexa, Midnight, Pettus, JayBee)
6. My day will come (Alexa, Marr, Page)
7. Glass slipper (Alexa, Brawley, Lewis, JayBee)
8. Under the influence of you (Alexa, Vertelney, Robbins, JayBee)
9. Better than you (Alexa, Brawley, JayBee, Lewis)
10. In your eyes (Alexa, JayBee, Marr, Page)
11. Broken & beautiful (JayBee, Lewis, Aberg, Rosnes)
12. Not another love song (Alexa, Gerrard, Nevil)
13. Always there (Alexa, Fitzgerald, Stanic, JayBee)
14. I tried it anyway (Alexa, Fitzgerald, Stanic)